# Seznam měst v Lucembursku
Seznam dvanácti největších měst v Lucembursku, která jsou definována zákonem. Bez ohledu na jejich status netvoří vždy souvislé urbanizované území. Na rozdíl od ostatních sídel jsou jejich představitelé jmenováni velkovévodou, zatímco představitelé ostatních obcí jsou jmenováni ministrem vnitra.

## Historie
Historicky byl status města odvozen z majetku města a městské charty, ale městská práva jsou nyní poskytována a regulována zákonem. Dle zákona byl udělen status města poprvé 24. února 1843, kdy byl takto udělen sedmi z osmi měst, která předtím získala status dle charty. Byla to města (v pořadí dle zákona): Lucemburk, Diekirch, Grevenmacher, Echternach, Wiltz, Vianden a Remich.
Po více než šedesát let nedošlo k udělení statusu města dalšímu sídlu, ale demografické změny v průběhu poslední části devatenáctého století nebylo možné opominout beze změny. Tak dne 29. května 1906 bylo povýšeno na město Esch-sur-Alzette, následovala města: Differdingen, Dudelange, Ettelbrück a Rümelange dne 4. srpna 1907. Obec Hollerich obdržela titul dne 7. dubna 1914 pod názvem "Hollerich-Bonnevoie", o tento však přišla sloučením s Lucemburkem 26. března 1920.
Poslední zákon zahrnující povýšená města v Lucembursku byl Loi communale du 13 décembre 1988. V pořadí popsaného v této právní úpravě (tj abecedním, s výjimkou města Lucemburk), je dvanáct obcí se statusem města: Lucemburk, Diekirch, Differdingen, Dudelange, Echternach, Esch-sur-Alzette, Ettelbrück, Grevenmacher, Remich, Rümelange, Vianden a Wiltz.
I přes jejich postavení města, několik z nich jsou spíše vesnice než město. V Lucembursku jsou také obce bez statusu města, které mají více obyvatel než některé z oficiálních městech (například Mersch). Existuje projekt, který je zaměřen na rozvoj Ettelbrücku, Diekirchu a čtyř sousedících obcí do nového centra s názvem Nordstad s předpokládaným počtem obyvatel 30.000.

## Seznam měst
| Znak | Město                          | Kanton              | Distrikt     | Rozloha (km²) | Počet obyvatel (rok 2016) | Datum povýšení  |
| ---- | ------------------------------ | ------------------- | ------------ | ------------- | ------------------------- | --------------- |
|      | Diekirch Dikrech               | Diekirch            | Diekirch     | 12,42         | 6 896                     | 24. únor 1843   |
|      | Differdingen Déifferdeng       | Esch an der Alzette | Lucemburk    | 22,18         | 24 805                    | 4. srpen 1907   |
|      | Dudelange Diddeleng            | Esch an der Alzette | Lucemburk    | 21,38         | 20 003                    | 4. srpen 1907   |
|      | Echternach Iechternach         | Echternach          | Grevenmacher | 20,49         | 5 249                     | 24. únor 1843   |
|      | Esch-sur-Alzette Esch-Uelzecht | Esch an der Alzette | Luxembourg   | 14,35         | 33 939                    | 29. květen 1906 |
|      | Ettelbrück Ettelbréck          | Diekirch            | Diekirch     | 15,18         | 8 544                     | 4. srpen 1907   |
|      | Grevenmacher Gréiwemaacher     | Grevenmacher        | Grevenmacher | 16,48         | 4 794                     | 24. únor 1843   |
|      | Lucemburk Lëtzebuerg           | Lucemburk           | Lucemburk    | 51,46         | 115 227                   | 24. únor 1843   |
|      | Remich Réimech                 | Remich              | Grevenmacher | 5,29          | 3 482                     | 24. únor 1843   |
|      | Rümelingen Rëmeleng            | Esch-sur-Alzette    | Luxembourg   | 6,83          | 5 422                     | 4. srpen 1907   |
|      | Vianden Veianen                | Vianden             | Diekirch     | 9,67          | 1 918                     | 24. únor 1843   |
|      | Wiltz Wolz                     | Wiltz               | Diekirch     | 19,37         | 6 522                     | 24. únor 1843   |